# Colle del Piccolo Moncenisio
Il Colle del Piccolo Moncenisio (2.184 m s.l.m.  - in francese Col du Petit Mont-Cenis) è un valico alpino delle Alpi Cozie che si trova subito a sud del più importante colle del Moncenisio.

## Caratteristiche
Il colle è situato sullo spartiacque tra la val di Susa e l'alta Maurienne. Si trova in territorio francese a seguito delle rettifiche di confine del 1947. In precedenza era sul confine tra l'Italia e la Francia.
Tra il colle del Moncenisio ed il colle del Piccolo Moncenisio si innalza un gruppo montuoso di cui la vetta principale è la Punta Clairy (o Signal du Petit Mont-Cenis - 3.162 m) ed al quale appartengono anche la Pointe de Bellecombe e il Mont Froid.

## Accesso
Si può raggiungere il colle percorrendo una stradina che parte dal colle del Moncenisio, contorna ad ovest il lago del Moncenisio e si inoltra nell'ampio altipiano che porta al colle, dove sono presenti un alpeggio e dei vecchi cippi di confine. Un sentiero collega il valico con il Lago Savine e il Colle Clapier.

## Punti di appoggio
Nei pressi del colle si trova il Rifugio del Piccolo Moncenisio.

## Galleria d'immagini

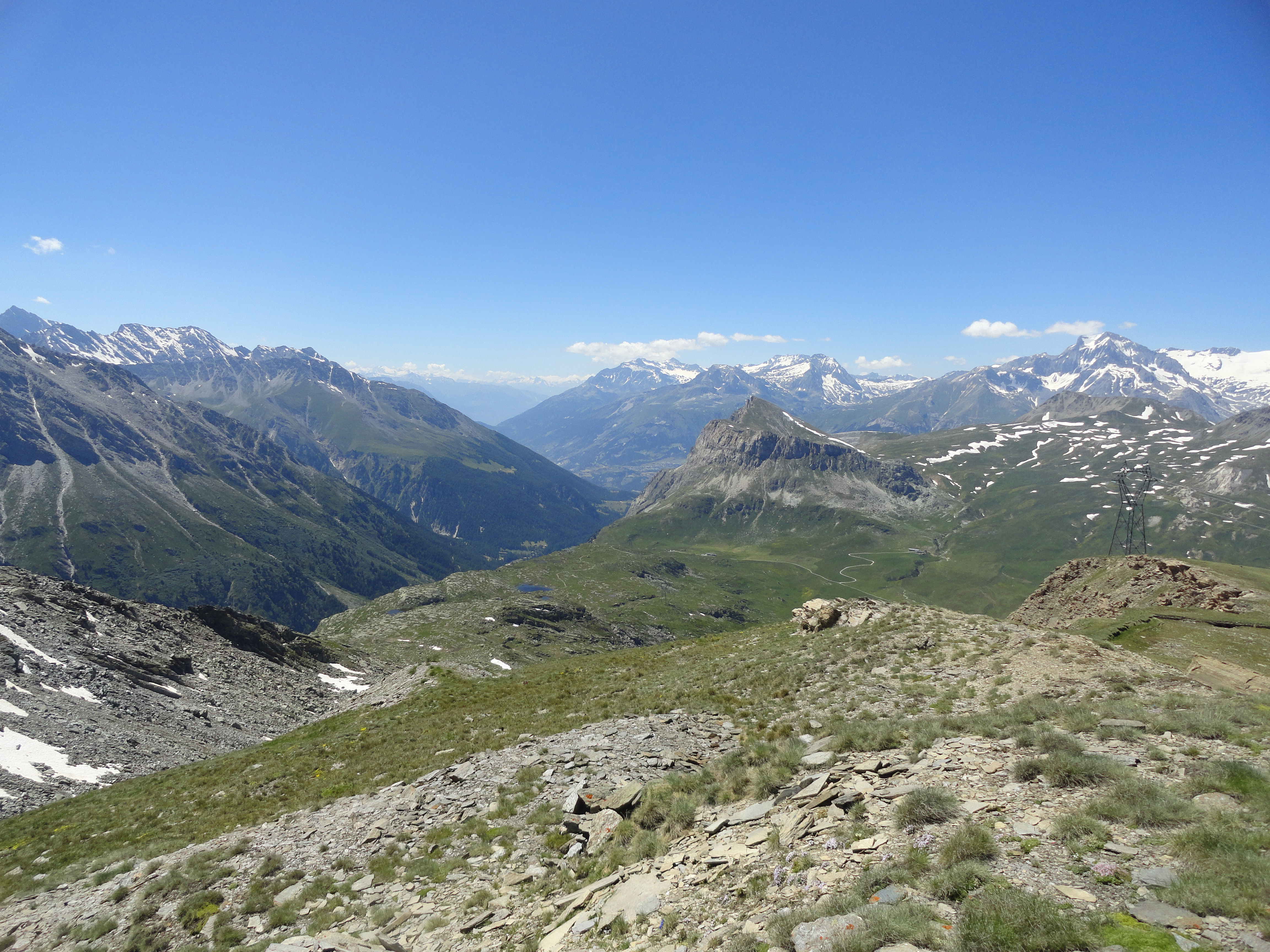
Il Colle del Piccolo Moncenisio visto dalla cresta che scende dal Monte Malamot verso la Batteria Pattacroce. Al margine sinistro dell'immagine si scorge la vetta della Pierre Menue (o Aiguille de Scolette) e sullo sfondo il Massiccio della Vanoise.
Il Colle del piccolo Moncenisio. Da sinistra: il Monte Malamot con in cima il forte, la Cima di Bard, il Monte Giusalet e il Colle Clapier; subito sopra i Denti d'Ambin, poi la Rocca d'Ambin, sotto il quale è collocato il Vallone d'Ambin; sopra il vallone il Monte Ambin e la Punta Sommeiller.